# کوه‌های هاکودا
کوه‌های هاکودا (به لاتین: Hakkōda Mountains) یک کوهستان در ژاپن است که در استان آئوموری واقع شده‌است. کوه‌های هاکودا ۱٬۵۸۴ متر بالاتر از سطح دریا واقع شده‌است.